# Analogia in malam partem
En dret penal, l'analogia in malam partem és l'aplicació d'una norma a supòsits no regulats expressament en la seva lletra però que són similars als previstos per ella, perjudicant al reu.
Segons el principi de legalitat dels articles 4.1 i 4.2 del Codi Penal espanyol, l'analogia in malam partem no es pot aplicar en Dret penal per estar prohibit. El Tribunal Constitucional ho ratifica a la STC 133/1987.
Excepció: L'analogia in bonam partem sí que és admissible. Aquesta analogia és la que beneficia al reu; per exemple quan a través d'aquesta se li pot reduir la pena.